# Stamm (Gesellschaftswissenschaften)
Stamm – im deutschen Sprach- und Kulturraum auch speziell Volksstamm – bezeichnet eine relativ wenig komplexe gesellschaftliche Organisationsform, deren Mitglieder durch die oft mythische Vorstellung einer gemeinsamen Abstammung sowie durch Sprache oder Dialekt, Religion, Brauchtum und Gesetz und auch durch politische Interessen zusammengehalten werden. Von dieser Vorstellung eines Stammes unterscheiden die Politikwissenschaft und die Ethnologie die übergeordnete Integrationsstufe des Staates.
Die Bezeichnung Stamm wird, vor allem von Gegnern evolutionstheoretischer Ansätze, einer tiefgreifenden Ideologiekritik unterzogen, weitestgehend abgelehnt und gerne durch den Begriff „Ethnie“ ersetzt. Unter Vertretern evolutionärer Theorien, insbesondere des Neoevolutionismus, wird er jedoch weiter an zentraler Stelle verwendet und ist auch sonst in der aktuellen wissenschaftlichen Literatur häufig vorzufinden, insbesondere in der Archäologie und der Geschichtswissenschaft. Auch in der Ethnologie ist die Definition einer Volksgruppe als „Stamm“ v. a. dann weiterhin aktuell (vergleiche beispielsweise die Scheduled Tribes in Indien), wenn sie sich an der Selbstidentifikation sowie der kulturellen, religiösen und ethnischen Identität der jeweiligen sozialen Gruppe orientiert.
„Stamm“ ist allgemein von der biologischen „Abstammungsgruppe“ (Lineage) zu unterscheiden und entspricht beispielsweise auf Afrika bezogen der „Ethnie“, die eine zwar gesellschaftlich konstruierte, aber als real aufgefasste Einheit bildet.
Nach der ethnologischen Systematisierung beziehen sich die Mitglieder eines Clans auf einen mythischen Vorfahren (oder auf ein Totem), während auf der darunter folgenden Ebene der Abstammungsgruppen ein mehr oder weniger klar feststellbarer biologischer oder geschichtlicher Stammvater oder eine Stammmutter genannt wird. Auf der darüber liegenden Ebene des Stammes ist das einigende Prinzip eher abstrakter Art (Sprache, Religion, Brauchtum, Gesetz – so auch bei den deutschen Stämmen), obwohl auch hier gelegentlich mythische Ahnen zitiert werden (etwa bei den Stämmen Israels).
Stämme schlossen sich zu Stammesverbänden oder Großstämmen zusammen (vergleiche Stammeskonföderation, Stammesgesellschaft), die dann teils als eigenes „Volk“ bezeichnet werden (etwa das „Volk der Franken“), während von Völkern ansonsten erst bei der Vereinigung von verschiedenen Stämmen zu einer Nation gesprochen wird („Volk der Deutschen“).

## Begriffsgeschichte
Der Begriff „Stamm“ als ein organisierter Verband innerhalb eines Volkes taucht an prominenter Stelle bei den Zwölf Stämmen Israels im 2. Buch Mose auf. Die übergeordnete Einheit des „Volkes“ wird hier eingeschränkt als Geschichtsmythos verwendet im Sinne eines Stammesverbands mit einer für alle Mitglieder gemeinsamen Abstammung. Indem die israelitischen Stämme eine gemeinsame Sprache und Kultur innerhalb eines geschlossenen Siedlungsgebietes herausbildeten, entwickelten sie ein eigenes, sich nach außen abgrenzendes Zusammengehörigkeitsgefühl. Hier machte sich die Vorstellung eines „Stammvaters“ fest. Der nachfolgende geschichtliche Prozess, mit dem sich eine Gruppe von Menschen von anderen abgrenzt und zu einem Volk zusammenfindet, wird als Ethnogenese bezeichnet.
Sprachlich und bildhaft ist die „Abstammung“ mit dem Baumstamm verbunden, dem von seinem Ursprung her (aus dem Samen) Äste gewachsen sind. Hierbei kommt es sprichwörtlich zur Aufzweigung anfänglich einer einzigen Linie (vergleiche lineare Verwandtschaft). Diese doppelte Bedeutung beinhaltet auch das lateinische stirps, das sowohl botanisch die „Wurzel“ oder den „Stamm“ als auch die „Nachkommen“ einer Familie oder Herkunftslinie bezeichnet, beispielsweise die des Aeneas.
Das Wort „Stamm“ bildete sich in der entsprechenden Bedeutung über das Mittelhochdeutsche stam aus dem Althochdeutschen liutstam. Das englische Wort tribe und das französische tribu beginnen mit der Silbe tri („drei“) vom lateinischen Wort tribus, das eine Einteilung der Bevölkerung des antiken Roms in drei Abteilungen meinte. Im Zuge der Christianisierung Britanniens – ebenfalls von der römischen Besatzungsmacht importiert – bezog sich das englische tribe auch auf die Zwölf Stämme Israels. Die Vorstellung dieser Stämme ging unmittelbar in die Reisebeschreibungen des 17. und 18. Jahrhunderts ein; zusätzlich begannen die damaligen Ethnologen, den Begriff Stamm im Sinne einer Einteilung oder Gliederung der Völker in den besuchten fremden Ländern anzuwenden. Die hierbei miteinbezogene evolutionistische Betrachtungsweise stand teilweise noch stark unter dem Einfluss der biblischen Erzählungen, jedoch boten auch Autoren des klassischen Griechenlandes einen Fixpunkt. Sie beschrieben die Struktur ihrer eigenen Gesellschaft unter anderem als in Trittyen („Drittel“) gegliedert und grenzten sie so gegenüber den Gemeinwesen der mutmaßlich desorganisierteren Barbaren ab.
Die nachrömischen germanischen Bevölkerungsgruppen in Mitteleuropa wie Alamannen und Langobarden werden wegen ihres geringen staatlichen Organisationsgrades als Stämme bezeichnet. Im Mittelalter gab es in Deutschland auf dem Weg zur Nationenbildung unter anderem Stammesabgrenzungen zwischen den Friesen, Sachsen, Thüringern, Franken, Schwaben und Baiern.
Im Lauf des 19. Jahrhunderts erhielt „Stamm“ für die gegenwärtigen Gesellschaften die allgemeine Bedeutung einer einfach und ursprünglich organisierten Untergruppe einer vorzugsweise außereuropäischen Gesellschaft (vergleiche Stammesgesellschaft). Dementsprechend definiert ein Wörterbucheintrag von 1965 den Stamm als „eine besonders bei den Naturvölkern in den Vordergrund tretende ethnische Einheit, die Menschen gleicher Sprache und gleicher Kultur zu einem autonomen Territorialverband zusammenschließt“. Das Wort Verwandtschaft kommt in diesem Text nicht vor.

## Antike Gesellschaft
Grundlegend für die anthropologische Theoriebildung im 19. Jahrhundert war die Untersuchung der griechisch-römischen Antike. Im antiken Griechenland war die Phyle (Stamm, Volk) eine organisatorische Untereinheit des Staates. Genos (Pl. genē) bezeichnete eine Verwandtschaftsgruppe. Die Phratrie bildete eine übergeordnete Einheit, die sich auf einen mythischen Ahnen bezog. Eine gesellschaftliche Klassifikation beinhaltet Genos (Geschlecht, Familiengruppe), Phratrie, Trittys als Untergliederung der Phyle und Ethnos (Volk). Die genē waren endogam, die Heiratsgemeinschaft schloss also nicht den gesamten Stamm ein. Ursprünglich war die Gliederung in genē aber wohl auf die Aristokratie beschränkt. Diese Gliederung lag auch der militärischen Organisation zugrunde. In der Ilias (2, 101) empfiehlt Nestor: „Ordne die Männer nach Stämmen und nach Phratrien, dass die Phratrie der Phratrie beistehe und der Stamm dem Stamme“. In Attika gab es vier Stämme zu je drei Phratrien und dreißig genē. Diese Stämme leiteten ihre Abstammung auf einen eponymen Heros zurück, sind aber künstlich geschaffene politische und administrative Einheiten. In den athenischen Rat der 400 entsandte jeder Stamm 100 Mitglieder. Wer kein Mitglied eines Stammes war, hatte folglich keine politischen Rechte. Seit der Reform des Kleisthenes spielte der Stamm keine Rolle mehr in der politischen Organisation, er teilte Attika in Gemeindebezirke (Demen) ein, die fürderhin die politische Grundeinheit bildeten. Zehn dieser Demen wurden zu einem Stamm zusammengefasst, der nun aber über den Wohnort und nicht über die tatsächliche oder angenommene Abstammung definiert war. Der Stamm wählte den Phylarch (Stammesführer), Strategos und Taxiarchos (Brigadier), stellte fünf Kriegsschiffe für die Flotte und wählte 50 Mitglieder für die Ratsversammlung. Auch diese Stämme erhielten einen eponymen Heros zugeteilt, für dessen Kult sie verantwortlich waren.
In Rom waren ebenfalls gentes (Sg. gens) zu einem Stamm (tribus) zusammengeschlossen. Der Sage nach wurde Rom von einem latinischen, einem sabellischen und einem „gemischten“ Stamm begründet, die alle aus jeweils hundert gentes bestanden. Jeweils zehn gentes bildeten eine curia (Pl. curiae), die meist der griechischen Phratrie gleichgesetzt wird. Der Senat war aus den Vorstehern dieser 300 gentes zusammengesetzt. In der Reform des Servius Tullius wurden neue gentes gebildet; hier wird deutlich, dass es sich um politische Einheiten handelte, die aber weiterhin auf Verwandtschaftsbeziehungen begründet waren. In beiden Fällen, Kleisthenes’ Phylenreform und der Kurienbildung, wurde durch Neuorganisation die Stammesgesellschaft in ein staatliches Gebilde transformiert.

## Evolutionismus
In der zweiten Hälfte des 19. Jahrhunderts erschienen einige frühe Standardwerke der anthropologischen Literatur, darunter 1861 von Johann Jakob Bachofen Das Mutterrecht und 1877 von Lewis Henry Morgan Ancient Society (Urgesellschaft). Die Autoren vertraten ein evolutionistisches Modell, für das sie nach den Ursprüngen der Gesellschaft suchten. Obwohl sie in ihren Schlussfolgerungen zu recht unterschiedlichen Ergebnissen über die ursprünglichen Gesellschaftsformen kamen, sahen sie doch alle den Anfang der gesellschaftlichen Organisation in der Familie. Aus dieser Keimzelle hätten sich die umfassenderen Strukturen entwickelt, für deren Beschreibung sie aus der antiken Gesellschaft entlehnte Begriffe auf die sogenannten primitiven Völker übertrugen. Unabhängig davon, ob eine leicht erkennbare patrilineare oder eine nur aus Rückschlüssen ableitbare matrilineare Abstammungsfolge gefunden wurde, entscheidend war die Annahme, dass eine gemeinsame einlinige Abstammung (unilinear) die Grundlage der gesellschaftlichen Organisation bildete.
Das lateinische Wort gens bezeichnete noch bei Theodor Mommsen (Römische Geschichte, 1854–56) nach dem römischen Familienrecht eine blutsverwandte Sippe, deren geradlinige Abstammungsfolge zu eindeutigen Rechtsverhältnissen führen sollte. Die gentes bildeten in diesem Sinne die Grundlage für die Definition von Volksstamm. Erst später wurde klar, dass in den römischen gentes häufig konstruierte Traditionen weitergegeben wurden, die in der Summe das Modell einer Gesellschaft ergaben. Für Henry Sumner Maine (Ancient Law, 1861) und andere musste die aus Verwandtschaftsbeziehungen hervorgegangene Gesellschaftsstruktur nicht zwingend auf der biologischen Reproduktion beruhen. Er erkannte auch quasi fiktive Verwandtschaften, die nur auf einem gemeinsamen Geschichtsmythos beruhten. Den ursprünglichen Zustand vor Einführung der staatlichen Ordnung glaubten die Autoren bei den indigenen Völkern beobachten und auf diese das antike Vokabular übertragen zu können.
Die Entwicklung des evolutionären Abstammungsmodells fiel zeitlich mit dem europäischen Kolonialismus zusammen. In den unter ihre Herrschaft gestellten Gebieten benutzten die Kolonialherren vielerorts die Methode des indirect rule. Vorhandene Machtstrukturen wurden ausgenützt, um Stammesälteste und lokale Oberhäupter mit Verwaltungsaufgaben zu betrauen. Manche Ansprechpartner der Kolonialbeamten erhielten eine zuvor nicht gekannte Machtfülle, sobald sie im Sinne der zentralen Verwaltung agierten. Die ursprünglich kulturelle Einheit des Stammes wurde nun als politische Organisationsform innerhalb von neu geschaffenen kolonialstaatlichen Strukturen zementiert.
Die in der Mitte des 20. Jahrhunderts entstandenen Theorien von der multilinearen Evolution erweitern die Vorstellungen von einer unilinearen Evolution, indem sie ökonomische und ökologische Einflüsse als die Kultur prägenden Faktoren hinzunehmen. Einen entscheidenden Einfluss der Umwelt für die gesellschaftliche Entwicklung hob Julian Steward (1902–1972) in seiner Cultural Ecology (Kulturökologie) hervor. Dessen Schüler Elman Service (Primitive Social Organization: An Evolutionary Perspective, 1962) klassifizierte die Evolution nach altem Schema, aber mit neuen Argumenten, nach ihrem politischen Organisationsgrad in die vier Stufen: band society (herrschaftslose, wenig organisierte Kleingruppen in Clan-Größe), Stamm (formalisierte Führungsstrukturen, regelmäßige Ältestenversammlungen), Häuptlingstum (durch Verwandtschaftsbeziehungen geprägte hierarchische Gesellschaft) und Staat (zentralisiert, hierarchisch, hoch organisiert).

## Funktionalismus
Die Abstammung als Grundlage für die Formierung einer Gesellschaft blieb als anthropologische Vorstellung erhalten, auch wenn die evolutionistischen Theorien bald kritisiert und sie in der britischen funktionalistischen Anthropologie durch ein Modell der gleichzeitigen Systeme ersetzt wurden. Die Funktionalisten lehnten die bisherigen psychologischen Interpretationen ab und versuchten stattdessen, aus Einzelbeobachtungen allgemeine Gesetzmäßigkeiten abzuleiten. Zu ihren Vertretern zählten Bronisław Malinowski (Argonauts of the Western Pacific, 1922), Alfred Radcliffe-Brown (Andaman Islanders, 1922) und Edward E. Evans-Pritchard. Letzterer verglich in der zusammen mit Meyer Fortes verfassten Einführung des sozialanthropologischen Klassikers African Political Systems (1940) zwei in Afrika ausgemachte, unterschiedliche gesellschaftliche Kategorien miteinander. Ihre Grundannahme war nicht mehr die historische Abfolge, sondern die gleichzeitige Existenz zentralisiert organisierter und segmentärer, auf einem Verwandtschaftssystem beruhender Gesellschaften. Evans-Pritchard zeigte die integrative Kraft von Stammeseinheiten (Lineages), die keine übergeordnete politische Herrschaftsstruktur kannten, bei den sudanesischen Nuer und den Azande; parallel forschte sein Kollege Godfrey Lienhardt bei den Dinka. Der Stamm wurde nicht als Verwandtschaftsgruppe und ohne einheitliche Definition als eine gesellschaftliche Einheit aufgefasst, die souverän über ein bestimmtes Gebiet Macht ausübt. Für Evans-Pritchard lag der Gruppenzusammenhalt der Hirtenvölker vor allem in der wirtschaftlichen Notwendigkeit begründet, sich im Kampf um Weidegebiete gegen andere Gruppen behaupten zu müssen, Lienhardt betonte die Wirkmacht der Rituale bei diesen Auseinandersetzungen um die natürlichen Ressourcen. Beide beschrieben die politische Rolle des Stammes als einer Kampfgemeinschaft, die von ihren Mitgliedern Solidarität einfordert.

## Primordialismus
Die Theorie der ursprünglichen Bindung (Primordialismus: „von der ersten Ordnung her“) sieht das Individuum durch bestimmte „Prägungen“ seit ewiger Zeit mit einer Gruppe unveränderlich verbunden. Unabhängig vom räumlichen und zeitlichen Umfeld soll die als statisch gedachte, ethnische Zugehörigkeit des Einzelnen zu einer Gruppe bei der Betrachtung von außen erkennbar sein. Zu den verbindenden Elementen gehören Verwandtschaftsbeziehungen, biologische Merkmale sowie eine gemeinsame Sprache und Geschichte. Anhand dieser objektiv festgelegten Kriterien, die als quasi naturgegeben betrachtet werden, erfolgt die ethnische Zuordnung. Zu den Hauptvertretern der strengen soziobiologischen Richtung des Primordialismus gehören Pierre L. van den Berghe (1933–2019) und Richard Dawkins (* 1941), die den Ethnien einen biologisch-genetischen Ursprung unterstellen.
Den ursprünglichen kulturhistorischen Ausgangspunkt der Ethnizität vertritt auch der amerikanische Kulturanthropologe Clifford Geertz, der in den 1960er und 1970er Jahren in der marokkanischen Kleinstadt Sefrou Feldforschungen betrieb. Zur selben Zeit entwickelte ebenfalls in Marokko sein Gegenspieler Ernest Gellner das Modell einer segmentären Stammesorganisation. Der prägenden Bedeutung der unilinearen Deszendenz (der Herkunft aus einer Abstammungslinie) maß Gellner wenig Bedeutung bei, seine Theorie ist eine eigene Weiterentwicklung des von Evans-Pritchard bei den schwarzafrikanischen Nuer entwickelten Konzepts der Segmentation. Einschränkend wird darauf hingewiesen, dass die Ideologie des abgeschlossenen Stammes kein objektives Kriterium, sondern nur ein künstliches, von den Stammesmitgliedern selbst beschworenes Modell ist, das den tatsächlichen Beziehungen nur unzureichend entspricht.

## Begriffskritik
Ein grundsätzlicher Kritikpunkt am Stammesbegriff bezog sich auf die unscharfe Definition und mangelnde Abgrenzung gegenüber Volk, Clan oder Sippe. Morton Fried zählte nach seiner ersten Untersuchung einer chinesischen Gesellschaft (Fabric of Chinese Society. A Study of the Social Life of a Chinese county Seat, 1967) in The Notion of Tribe (1975) die bisherige Begriffsverwendung als Sprachgruppe, Verwandtschaftsgruppe, kulturelle, ökonomische oder politische Einheit auf. Er zog als der am weitesten gehende Kritiker die Schlussfolgerung, dass die Stammesdefinitionen schlicht Konstruktionen von Anthropologen für unterhalb von staatlichen Organisationen liegende zweitrangige soziale Phänomene seien. Daneben gäbe es den Stamm als eine romantische, mythenbehaftete Vorstellung von edlen Wilden. Fried stellte den Stammesbegriff im gesellschaftspolitischen Diskurs als unbrauchbar bloß, ohne jedoch eine Alternative anbieten zu können.
Ab Mitte der 1960er Jahre geriet die Gegenüberstellung von traditionellem Stamm und modernem Staat allgemein in Verruf, der Stamm wurde als anthropologischer Terminus überwiegend für unbrauchbar und ideologisch behaftet erklärt. Gelegentlich füllte ein anderer Terminus (etwa „tribale Gesellschaft“) zur Beschreibung desselben Sachverhalts die Lücke. Besonders die mitschwingende Auffassung von Stamm als einer ursprünglichen Gesellschaftsform stieß auf Ablehnung, weil in ihr das evolutionäre Geschichtsbild weiterhin tradiert wurde.
Zur sozialwissenschaftlichen Kritik am Begriff gehörte dessen Verwendung im kolonialen Zusammenhang. Besonders in Afrika sind durch die Installation lokaler Führer Stammeseinheiten geschaffen worden, die es vorher so nicht gab. Traditionell zeitlich befristete, wenig und nur in Teilbereichen einflussreiche Häuptlinge einer Gemeinschaft wurden als Ansprechpartner der Kolonialverwaltung mit einer Macht ausgestattet, die zu strukturellen Machtverschiebungen führen konnten. Ein Beispiel ist Marokko, das 1912 vertraglich unter französische Protektoratsverwaltung kam. Die überwiegend in den Bergen des Atlas lebenden Berber erhielten gegenüber der arabischen Mehrheitsbevölkerung eine rechtliche Bevorzugung, die 1930 mit dem dahir berbère (Berberdekret) erneut bestätigt wurde. Damit sollten Berberstämme, die ihren Widerstand gegen die französische Herrschaft aufgegeben hatten, assimiliert werden. Die Schuld an den gesellschaftlichen Problemen vieler unabhängig gewordener afrikanischer Staaten wurde in der Weiterexistenz vorkolonialer Stammesidentitäten gesehen, deren Konservierung den Kolonialmächten angelastet wurde. Das Wort „Tribalismus“ fasste praktisch sämtliche Fehlentwicklungen zusammen.
Aus der marxistischen Sicht Maurice Godeliers in den 1970er Jahren war das grundsätzliche Problem die Bedeutung, die den Verwandtschaftsbeziehungen für die Bildung der Gesellschaften beigemessen wurde. Dies würde den Blick auf die strukturellen Zusammenhänge verstellen, die für die gesellschaftlichen Beziehungen verantwortlich seien, und die durch ein neo-strukturalistisches Konzept offengelegt werden könnten.
Insgesamt verschwand der „Stamm“ aus der gesellschaftspolitischen Diskussion, während das Wort bis heute weiterhin häufig in den Medien in seiner alten, vorurteilsbehafteten Bedeutung als griffige Erklärung für alle Arten von Wirtschaftskrisen und Strukturproblemen in Drittweltländern verwendet wird, insbesondere auch im Zusammenhang mit den arabischen Revolutionen seit Anfang des Jahres 2011.

## Nützlichkeit des Stammesbegriffs
In der anthropologischen Diskussion um den Ursprung und die Entwicklungsstufen von Gesellschaften hat sich der Stammesbegriff als wenig brauchbar und ideologisch behaftet erwiesen, überdies wurden vermeintlich eindeutige Abgrenzungen gesellschaftlicher Einheiten als problematisch erkannt. Eine ähnliche Bedeutungsunschärfe besitzt jedoch auch der Begriff der Ethnizität. Beidesmal wird die von der Gruppe selbst vorgenommene Grenzziehung und behauptete kollektive Identität zusammen mit der Fremdzuschreibung (Außenwahrnehmung) untersucht. Ethnizität beschreibt die kulturellen Eigenheiten als Entwicklungsprozess innerhalb der jeweiligen Tradition, die den spezifischen Rahmen bildet.
Die Beschreibung bestimmter lokaler Gesellschaftsformen als Stämme besitzt nach wie vor eine in Fachkreisen weitgehend unbestrittene Bedeutung. Sinnvoll ist die Verwendung des Stammesbegriffs unter anderem für islamische Gesellschaften in Nordafrika und im Nahen Osten, für Südasien und für die Indianer Nordamerikas. Mit dem Wort „Stamm“ im Sinne von abgegrenzten Gesellschaftsgruppen, die sich meist in patrilinearer Abstammung auf einen gemeinsamen Vorfahren beziehen, werden aus den Sprachen der Region übersetzt: arabisch qabīla oder ʿašīra, daraus türkisch aşiret und kurdisch eşiret, türkisch/persisch il, sowie das in mehreren Turksprachen vorkommende tayfa. Menschen bezeichnen sich als Angehörige eines Stammes, dem sie sich neben der Identifikation über eine Abstammungslinie in kultureller, religiöser und politischer Hinsicht verbunden fühlen. Um die historische Entwicklung zu verstehen, wie in einer durch Stämme organisierten gesellschaftlichen Lebensform Staaten entstehen und wieder zerfallen können, braucht man jedoch über die Selbstzuschreibungen der Stämme hinausgehende theoretische Erklärungsmodelle.
Die Stämme existieren seit Jahrhunderten und definieren über deutlich benannte Kriterien ihre kollektive Identität. Die Macht der Stämme kann so weit gehen, dass sie innerhalb ihres Gebietes den Einfluss des Staates auf ein Minimum zurückgedrängt haben und der Staat nach dem Prinzip des indirect rule mit den Stammesältesten kooperiert. Die pakistanische Provinz Belutschistan ist ein Musterbeispiel für eine Stammesherrschaft. In den kurdischen Gebieten in der Türkei und im Irak hat der Einfluss der Stammesführer trotz der gleichzeitigen Urbanisierung seit den 1980er Jahren zugenommen.
In Nordafrika und im Nahen Osten mit einer überwiegend islamischen Bevölkerung sind es in den meisten Fällen Muslime, die sich mit Stammeseinheiten identifizieren, während die christlichen Minderheiten in zahlreiche Sekten zersplittert sind, die für ihre Mitglieder den gesellschaftlichen Zusammenhalt bilden. Der vom Islam erhobene universale religiöse und politische Führungsanspruch verträgt sich ideologisch nicht mit dem Streben der Stämme nach politischer Selbstbestimmung. Dennoch sehen sich auch streng islamische Gemeinschaften wie die Paschtunen in Pakistan und Afghanistan in der Lage, ihre Stammesidentität mit den Forderungen ihrer Religion zu verbinden. In der Rechtsprechung müssen Gewohnheitsrecht und Scharia vereinbart werden. Auch in den übrigen gesellschaftlichen Bereichen gilt es, das universale Glaubenssystem den lokalen Gegebenheiten anzupassen. Vielfach erweist sich der Islam dabei als absorbierend, pragmatisch und flexibel.